# Łuniewo
Łuniewo – jezioro na wyspie Wolin, położone w gminie Wolin, w powiecie kamieńskim, w woj. zachodniopomorskim, w rezerwacie przyrody Łuniewo, w sąsiedztwie Wolińskiego Parku Narodowego.
Powierzchnia jeziora wynosi 1,91 ha. Według typologii rybackiej jest to jezioro linowo-szczupakowe.
Na północny wschód od jeziora (ok. 300 m) leży wieś Warnowo.

## Turystyka
- Ścieżka dydaktyczna wokół rezerwatu, długość 1,6 km, 19 przystanków z tablicami poglądowymi, wieża obserwacyjna.
- Szlak Warnowski – dojściowy o długości 0,6 km, ze stacji kolejowej do Warnowa (wsi)
- szlak rowerowy